# Rheinischer Karneval
Der Begriff Rheinischer Karneval oder Rheinische Fastnacht steht für verschiedene regionale Unterarten des Karnevals im Rheinland, siehe dazu insbesondere
- Aachener Karneval
- Bonner Karneval
- Düsseldorfer Karneval
- Eschweiler Karneval
- Koblenzer Karneval
- Kölner Karneval
- Mainzer Fastnacht
- Neusser Karneval
- Trierer Karneval

Wie die Grenzen des Rheinlands sind auch die Zugehörigkeiten zum Rheinischen Karneval fließend.
Der Rheinische Karneval wurde mit all seinen lokalen Varianten am 16. März 2015 als eine der ersten 27 Traditionen und Wissensformen in das bundesweite Verzeichnis des immateriellen Kulturerbes im Sinne des Übereinkommens zur Erhaltung des Immateriellen Kulturerbes der UNESCO aufgenommen.